# 王繼鵬
闽康宗王繼鵬（？—939年8月29日），继位後改名王昶，五代十国時期閩國第四任君主，王延鈞的嫡出次子，母親是南漢清遠公主刘华。

## 簡介
王繼鵬原封福王。寵妾李春鷰本為王延鈞的宮女，王繼鵬與之私通，因此向繼母陳金鳳求助，說服王延鈞將其賜給自己。
閩永和元年十月十九·庚辰（935年11月17日），王繼鵬與李倣發動政變，殺死父親王延鈞、陳皇后和弟弟王繼韜。次日、十月二十·辛巳（935年11月18日），宣布奉皇太后令监国，同日即位稱帝，改名王昶，封李春鷰為賢妃。又自称知福建节度事，派遣使者到后唐。次年三月（936年3月26日－4月23日），改元通文，再封李春鷰為皇后。
王繼鵬亦如其父，十分寵信道士陳守元，連政事亦與之商量，興建紫微宮，以水晶装饰，工程浩大，更勝于寶皇宮，又因工程繁多而費用不足，因此賣官鬻爵，橫徵暴斂。
通文二年（937年）十月，王繼鵬派遣其弟、威武军节度使王继恭前往后晋，告知嗣位之事，并请求在后晋都城开封置办府邸。通文三年（938年）十一月，后晋任命左散骑常侍卢损为册礼使，出使闽国，封王繼鵬为闽国王，赐赭袍。
王繼鵬個性猜忌因此屢殺宗室，其叔王延羲為避禍，遂裝瘋賣傻，被王繼鵬軟禁自宅。當時原王審知的親軍「拱宸都」、「控鶴都」因賞賜不如王繼鵬自己的親軍「宸衛都」而迭有怨言。閩通文四年七月初六·乙巳（939年7月24日），北宫失火，宫殿焚烧殆尽。闰七月十二·辛巳（939年8月29日），拱宸军使朱文進和控鶴軍使連重遇因被王繼鵬懷疑對皇宮縱火，恐懼之餘遂先發難。乱兵焚长春宮，随后迎王延羲于长春宫瓦砾中登基，並攻擊王繼鵬。王繼鵬携皇后逃往宸卫都，天明后「拱宸都」、「控鶴都」进攻「宸衛都」，后者兵败，王繼鵬自福州北门出逃，在梧桐岭被其堂兄王继业率领的追兵所獲，被带到陁庄，用酒灌醉后勒死。皇后李春鷰及諸子一起被杀死。王延羲隨後把王繼鵬被殺之責推到「宸衛都」身上，並追諡王繼鵬為聖神英睿文明廣武應道大弘孝皇帝，廟號康宗。